# Begum Rokeya
Begum Rokeya Sakhawat Hossain, comunament coneguda com a Begum Rokeya (Rangpur, 9 de desembre de 1880 – Calcuta, 9 de desembre de 1932), va ser una escriptora bengalí, pensadora, educadora, activista social i defensora dels drets de la dona. Considerada com la feminista pionera de Bangladesh, va escriure novel·les, poemes, contes, ciència-ficció, sàtires, tractats i assajos. En els seus escrits, sostenia que tant els homes com les dones han de ser tractats com a éssers racionals per igual, i que la falta d'educació és la principal raó de la discriminació vers les dones. Les seves principals obres inclouen Abarodhbasini, un atac a les formes extremes de purdah que posen en perill les vides i els pensaments, El somni de la sultana, una novel·la de ciència-ficció situada en un lloc anomenat "Lady Land", un món governat per dones; Padmarag ("Essència de Lotus", 1924), una altra novel·la utòpica feminista; Motichur, col·lecció d'assajos en dos volums.
Rokeya va suggerir que l'educació de la dona és la principal condició de l'alliberament de la dona; per tant, va establir la primera escola dirigida principalment a les nenes musulmanes bengalís a Calcuta. Es diu que Rokeya va anar de casa en casa per tal de persuadir els pares a enviar a les seves filles a la seva escola. Fins a la seva mort, va dirigir l'escola malgrat enfrontar la crítica hostil i diversos obstacles socials.
En 1916 va fundar l'Associació de Dones Musulmanes, una organització que va lluitar per l'educació i l'ocupació de les dones. En 1926, Rokeya va presidir la Conferència d'Educació de la Dona Bengalí convocada a Calcuta, que va ser el primer intent significatiu per reunir a les dones en suport del drets a l'educació. Va participar en debats i conferències en relació amb els avanços de la dona fins a la seva mort el 9 de desembre de 1932, poc després de presidir una sessió durant la Conferència de la Dona de l'Índia.
A Bangladesh se celebra el "Dia Rokeya" el 9 de desembre de cada any per commemorar la seva obra i llegat. En aquest dia, el govern de Bangladesh confereix el Begum Rokeya Padak, un homenatge a dones que hagin realitzat una contribució excepcional en la lluita pel reconeixement dels drets de la dona. El 2004, Rokeya es va col·locar en el 6è lloc en una enquesta duta a terme per la BBC sobre els bengalís més importants de tots els temps.

## Vida

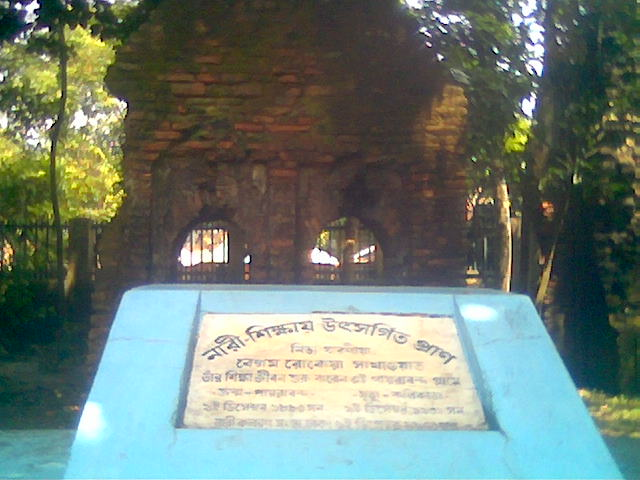
Lloc de naixement de Begum Rokeya (Rangpur)

Rokeya Khatun va néixer l'any 1880 al poble de Pairabondh, Mithapukur, Rangpur, a l'actual territori de Bangladesh, en el qual llavors era l'Imperi Britànic de l'Índia. El seu pare, Jahiruddin Muhammad Abu Ali Haidar Saber, era un zamindar de bon nivell educatiu que es va casar quatre vegades; el seu matrimoni amb Rahatunnessa va donar com a resultat el naixement de Rokeya, que tenia dues germanes i tres germans, un dels quals va morir de ben petit. El germà major de Rokeya, Ibrahim Saber, i la seva germana major immediata Karimunnesa, van tenir una gran influència en la seva vida. Karimunnesa volia estudiar bengalí, l'idioma de la majoria a Bangladesh, malgrat l'oposició de la família a causa que els musulmans de classe alta de l'època preferien utilitzar l'àrab i el persa com a mitjà d'educació, en lloc de la seva llengua materna. Ibrahim li va ensenyar anglès i bengalí a Rokeya i a Karimunnesa.
Karimunnesa es va casar a l'edat de catorze anys, guanyant més tard reputació com poetessa. Els seus dos fills, Nawab Abdul Karim Gaznawi i Nawab Abdul Halim Gaznawi, es van fer famosos en el terreny polític i van ocupar carteres ministerials sota l'ocupació britànica.
Rokeya es va casar a l'edat de setze anys el 1896. El seu marit, parlant natiu d'urdu, Khan Bahadur Sakhawat Hussain, va ser el magistrat suplent de Bhagalpur, que ara és un districte en l'estat indi de Bihar. Va ser el segon matrimoni de Sakhawat qui tenia llavors 38 anys. Sakhawat era membre de la Reial Societat Agrícola d'Anglaterra. Es va casar amb Rokeya després de la mort de la seva primera esposa. Com que era de mentalitat liberal i tenia molt interès a l'educació de les dones, va encoratjar Rokeya a continuar el treball del seu germà animant-la a seguir aprenent bengalí i anglès. També li va animar a escriure, i seguint aquest consell Rokeya va adoptar el bengalí com a llengua principal de les seves obres literàries, ja que era el llenguatge de les masses. Rokeya va iniciar la seva carrera literària en 1902 amb un assaig titulat Pipasa en bengalí (Set). També va publicar els llibres Motichur (1905) i El somni de la Sultana (1908) durant la vida del seu marit.
El 1909, Sakhawat Hussain va morir. Havia encoratjat a la seva esposa a estalviar diners per iniciar una escola destinada a les dones musulmanes. Cinc mesos després de la seva mort, Rokeya va establir una escola secundària en la memòria del seu espòs, donant-li el nom de Batxillerat de Nenes Memorial Sakhawat. Va començar a funcionar a Bhagalpur, una zona tradicionalment de llengua urdu, amb només cinc estudiants. Una disputa amb la família del seu marit sobre les propietats la va obligar a traslladar l'escola en 1911 a Calcuta, una zona de parla bengalí. Actualment és una de les escoles més populars de la ciutat per a les nenes i ara és dirigida pel govern de l'estat de Bengala Occidental.

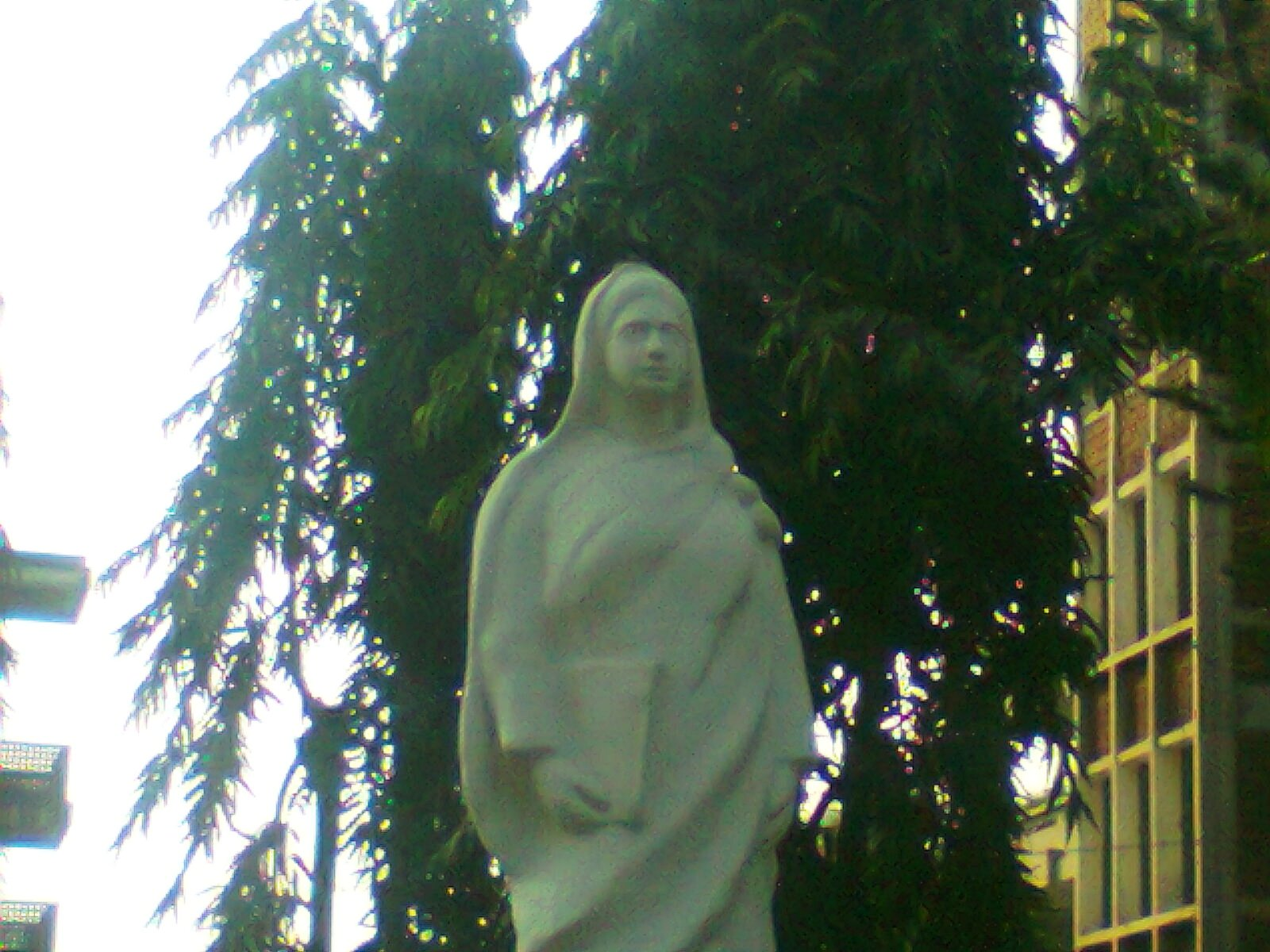
Estàtua de Begum Rokeya en el Rokeya Hall, Universitat de Dhaka

Rokeya també va fundar la Anjuman e Khawateen e Islam (Associació de Dones Musulmanes), que es va dedicar a organitzar debats i conferències sobre la situació de la dona i l'educació. Va advocar per la reforma, en particular per a les dones, i creia que la mentalitat localista i el conservadorisme excessiu eren els principals responsables del desenvolupament relativament lent dels musulmans en l'Índia britànica. Rokeya és considerada una de les primeres feministes musulmanes. Es va inspirar en l'aprenentatge tradicional musulmà tal com s'enuncia en l'Alcorà, i creia que l'islam modern havia estat distorsionat o danyat; Anjuman e Khawateen e Islam va organitzar molts esdeveniments per les reformes socials sobre la base dels ensenyaments originals de l'Islam que, segons ella, s'havien perdut.
Rokeya es va dedicar a l'escola, l'associació, i als seus escrits durant la resta de la seva vida. Va morir de problemes cardíacs el 9 de desembre de 1932, en el seu 52è aniversari.
La tomba de Rokeya a Sodepur va ser redescoberta gràcies als esforços de l'historiador Amalendu De.

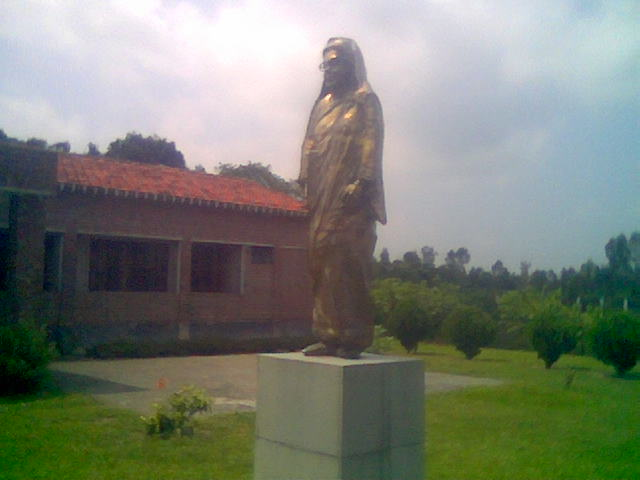
Estàtua de Begum Rokeya en el Begum Rokeya Memorial Centre, Pairabondh, Mithapukur, Rangpur

## Obra
- Pipasha ("Set", 1902).
- Motichur (assajos, 1r vol. 1904, 2n vol. 1922). El segon volum de Matichur inclou història i llegendes com Saurajagat (El Sistema Solar), Delicia Hatya, Jvan-phal (El Fruit del Coneixement), Nari-Sristi (Creació de la Dona), Nurse Nelly, Mukti-phal (La Fruita de l'Emancipació), etc.
- El Somni de la Sultana, (sàtira, 1908) una obra notable de ciència-ficció feminista que inclou un utòpic canvi de rols entre home i dona. Es tracta d'una peça satírica, una utopia feminista, que s'esdevé en un lloc anomenat Lady Land, un món dirigit per dones.[11]
- Padmarag (novel·la, 1924). Una utopia feminista.
- Oborodhbashini ("Les dones solitàries", 1931)
- Boligarto (conte curt)
- Narir Adhikar ("Els drets de la dona"), un assaig inacabat de l'Associació de Dones Musulmanes.
- God Gives, Man Robs (Déu dona, l'home roba), 1927, reeditat com a Déu dona, l'home roba, i altres escrits, Dhaka, Narigrantha Prabartana, 2002
- Education Ideals for the Modern Indian Girl (Ideals educatius per a la nena moderna de l'Índia), 1931, reeditat com Rokeya Rachanabali, Abdul Quadir (editor), Dhaka, Acadèmia Bangla, 2006.

Begum Rokeya va escriure diferents gèneres: contes, poemes, assajos, novel·les i escrits satírics, desenvolupant un estil literari distintiu, que es va caracteritzar per la creativitat, la lògica i un sentit de l'humor irònic. Va començar a escriure en el Nabanoor des d'al voltant de 1903, sota el nom de la senyora R. S. Hossain. No obstant això, existeix l'opinió que el seu primer escrit publicat Pipasha va aparèixer en el Nabaprabha en 1902. Va escriure regularment pel Saogat, Mahammadi, Nabaprabha, Mahila, Bharatmahila, Al-Eslam, Nawroz, Mahe-Nao, Bangiya Mussalman Sahitya Patrika, The Mussalman, Indian Ladies Magazine, etc. Els seus escrits convocaven les dones a protestar contra les injustícies i trencar les barreres socials que les discriminaven.